# Jacques Brault
Pour les articles homonymes, voir Brault.
Jacques Brault, né le 29 mars 1933 à Montréal et mort à Cowansville le 19 octobre 2022, est un professeur, poète, dramaturge, romancier et essayiste québécois.

## Biographie
Né le 29 mars 1933 à Montréal et mort à Cowansville le 19 octobre 2022,, Jacques Brault est issu d’un milieu modeste, mais étudie néanmoins au Collège Sainte-Marie de Montréal, à l'Université de Montréal, à l’université de Poitiers et à la Sorbonne, à Paris.
Il devient en 1960 professeur à l'Institut d'études médiévales et au Département d'études françaises de l'Université de Montréal , où il enseigne jusqu’à sa retraite, en 1996.
Il participe à de nombreuses émissions culturelles sur les ondes de Radio-Canada. La revue Études françaises a publié, outre un certain nombre de ses articles scientifiques, quelques-uns de ses poèmes et de ses textes de fiction.
Au cours de sa carrière, il prend sous son aile de nombreux poètes et contribue au succès et au rayonnement de Gaston Miron en faisant la promotion incessante de son œuvre à la fin des années 1960.
Il est mort le 19 octobre 2022 à Cowansville,.

### Écriture
À ses débuts, le poète contribue à ériger le socle d’une littérature québécoise moderne trouvant sa source dans le creuset de la période de la Révolution tranquille.
Publié en 1965, son premier recueil, Mémoire, établit sa réputation de poète,. Ce même recueil, ainsi qu'une étude de l'œuvre d'Alain Grandbois, parue trois ans plus tard, lui valent le prix Québec-Paris de 1968.
L’écriture de Jacques Brault prend la forme d’un éloge des choses du quotidien en écho à ses origines modestes. Le poète se refuse au lyrisme et à l’éloquence ou à l’emploi du « nous » (à l’exception de ses tout premiers textes). Sa poésie, notamment dans son recueil L’en dessous l’admirable (1975), joue volontiers avec les lieux communs. 
L’écrivain brille également à titre d’essayiste et il n’hésite pas à mélanger les genres littéraires dans ses œuvres, lui qui s’adonne aussi à la dramaturgie et au roman,,. Il a d’ailleurs lui-même avoué ne pas aimer l’étanchéité entre les genres. Il pratique également le style épistolaire et a maintes fois affirmé son désir d'altérité dans l’écriture, duquel découle notamment l'utilisation fréquente du « tu » dans son œuvre,.
Son œuvre a été traduite en plusieurs langues et l’écrivain a reçu de nombreux prix au fil des ans. Il est d'ailleurs lauréat de trois Prix du Gouverneur général, notamment pour Agonie (1984), son unique roman.

## Œuvres

### Poésie
- Mémoire, Montréal, Librairie Déom, 1965, 226 p. (OCLC 903616383)
- Suite fraternelle, Ottawa, Éditions de l'Université d'Ottawa, 1969, 39 p. (OCLC 299966096)
- La Poésie ce matin, Montréal, Parti pris, 1971, 116 p.  (ISBN 9780885120604 et 0885120604)
- L'en dessous l'admirable, Montréal, Presses de l'Université de Montréal, 1975, 51 p.  (ISBN 0840503121 et 9780840503121)
- Poèmes des quatre côtés, Montréal, Éditions du Noroît, 1975, 95 p.  (ISBN 9780885240074 et 0885240073)
- Vingt-quatre murmures en novembre, Montréal, Éditions du Noroît, 1980, tirage limité à 60 exemplaires numérotés et signés par l'auteur (OCLC 15882671)
- Trois fois passera précédé de Jour et nuit, Montréal, Éditions du Noroît, 1981, 87 p. Avec quatorze collages de Célyne Fortin  (ISBN 2-89018-052-2)
- Moments fragiles, Montréal, Éditions du Noroît, 1984, 109 p.  (ISBN 2890180808 et 9782890180802)
- Poèmes 1, Montréal, Éditions du Noroît, 1986, 241 p.  (ISBN 2890181359 et 9782890181359)
- Il n'y a plus de chemin, Montréal et Cesson, Éditions du Noroît et La table rase, 1990, 67 p. Avec cinq dessins de l’auteur.  (ISBN 2-89018-195-2 et 2-902905-46-7)
- Effets personnels, Montréal, Éditions du Noroît, 1990, 241 p.  (ISBN 2890181359 et 9782890181359)
- Au petit matin, Montréal, Éditions de l'Hexagone, coll. « Poésie », no 95, 1993, 57 p. Avec Robert Melançon.  (ISBN 2-89006-489-1)
- Au bras des ombres, Montréal, Éditions du Noroît, 1997, 67 p.  (ISBN 2890183661, 9782890183667, 2908825546 et 9782908825541)
- L'Artisan, Montréal, Éditions du Noroît, 2006, 117 p.  (ISBN 2890185656 et 9782890185654)
- Faut-il donc offrir des morts aux fleurs?, Laval-des-Rapides, Le temps volé, coll. « À l’escole de l’escriptoire », 2016, s.p. Ill. Avec François Hébert  (ISBN 978 2 921856 62 1)

### Roman
- Agonie, Montréal, Éditions du sentier, 1984, 77 p. Réédition : Montréal, Boréal express, 1985, 77 p.  (ISBN 2890521311).

### Pièces de théâtre
- Quand nous serons heureux, Montréal, Écrits du Canada français, 1970, 248 p. (OCLC 77290623)
- Trois partitions, Montréal, Leméac, Montréal, 1972, 193 p. (OCLC 299966099)

### Essais littéraires
- Miron le magnifique, Montréal, Presses de l'Université de Montréal, 1966, 44 p. (OCLC 300044884)
- Alain Grandbois, Paris, Seghers, coll. « Poètes d’aujourd’hui », no 172, 1968, 190 p. Ill.
- Chemin faisant, Montréal, éditions La Presse, 1975, 150 p.  (ISBN 0-7777-0170-7) Réédition : Montréal, Boréal, coll. « Papiers collés », 1994 (nouvelle édition avec un post-scriptum inédit), 202 p.  (ISBN 2-89052-635-6)
- La Poussière du chemin, Montréal, Boréal, 1989, 249 p.  (ISBN 2-89052-277-6)
- Ô saisons, ô châteaux. Chroniques, Montréal, Boréal, 1991, 148 p.  (ISBN 2-89052-368-3)
- Au fond du jardin. Accompagnements, Montréal, Éditions du Noroît, 1996, 140 p.  (ISBN 2-89018-332-7)
- Dans la nuit du poème, Montréal, Éditions du Noroît, 2011, 50 p.  (ISBN 978-2-890187368)
- Chemins perdus, chemins trouvés, Montréal, Boréal, 2012, 294 p.  (ISBN 9782764621783)
- Images à Mallarmé, Montréal, Éditions du Noroît, 2017, 130 p.   (ISBN 978-2-89766-059-8)

### Édition critique
- Saint-Denys Garneau, Œuvres, Montréal, Presses de l’Université de Montréal, coll. « Bibliothèque des lettres québécoises », 1970, xxvii/1 320 p. Édition critique par Jacques Brault et Benoît Lacroix.

### Articles et chapitres de livres (sélection)
- « Saint-Denys Garneau, réduit au silence », dans La poésie canadienne-française. Perspectives historiques et thématiques. Profils de poètes. Témoignages. Bibliographie, Montréal, Fides, coll. « Archives des lettres canadiennes », no IV, 1969, p. 323-331.
- « Petite Suite émilienne », Montréal, Liberté, no 164, avril 1986, p. 76-88 (lire en ligne).
- « Autres éclaircies », Benoît Melançon et Pierre Popovic (sous la dir. de), Miscellanées en l’honneur de Gilles Marcotte, Montréal, Fides, 1995, p. 45-61. Avec Robert Melançon.  (ISBN 2-7621-1849-2)
- « Le Soleil et la Lune », Montréal, Études françaises, vol. 33, no 1, printemps 1997, p. 11-15 (lire en ligne).
- « Gaston Miron par lui-même », Montréal, Liberté, no 233, octobre 1997, p. 11-55. Avec Jean Larose et André Major (lire en ligne).
- « Presque chansons », Montréal, Liberté, no 243, juin 1999, p. 42-45 (lire en ligne).
- Rivard, Barbara, L’Homme froissé. Écriture et peinture chez Henri Michaux, Montréal, Del Busso éditeur, 2011, 96 p. Précédé de « Soit dit en passant » de Jacques Brault.  (ISBN 978-2-923792-09-5)
- « Un écrivain et son lecteur », Montréal, Études françaises, vol. 53, no 1, 2017, p. 117-120. Sur Gilles Marcotte (lire en ligne).
- Avec Jean-Pierre Prévost : « Dévoilement » [traduction de l'Apocalypse de Jean], dans La Bible (dite « La Bible des écrivains »), Paris/Montréal, Bayard/Médiaspaul, 2001.

## Prix et honneurs
- 1965 : lauréat du Prix David[20]
- 1968 : lauréat du Prix Québec-Paris, pour Mémoire et Alain Grandbois[20]
- 1970 : lauréat du Prix du Gouverneur général, pour Quand nous serons heureux[21]
- 1978 : lauréat du Prix Ludger-Duvernay[22]
- 1984 : lauréat du Prix du Gouverneur général, pour Agonie[21]
- 1986 : lauréat du Prix Athanase-David[23]
- 1991 : lauréat du Prix Alain-Grandbois, pour Il n'y a plus de chemin[24]
- 1996 : lauréat du Prix Gilles-Corbeil [25]
- 1999 : lauréat du Prix du Gouverneur général, pour Transfiguration[21]
- 2006 : lauréat du Prix des lecteurs du Marché de la poésie de Montréal
- 2006 : finaliste au Prix du Gouverneur général, pour L’Artisan[21]
- 2013 : lauréat du Prix Victor-Barbeau, pour Chemins perdus, chemins trouvés[26]
- 2017 : finaliste au Grand prix du livre de Montréal pour Images à Mallarmé [27]
- 2017 : Compagnon de l'Ordre des arts et des lettres du Québec[28]